# 푸투 (남아시아 음식)

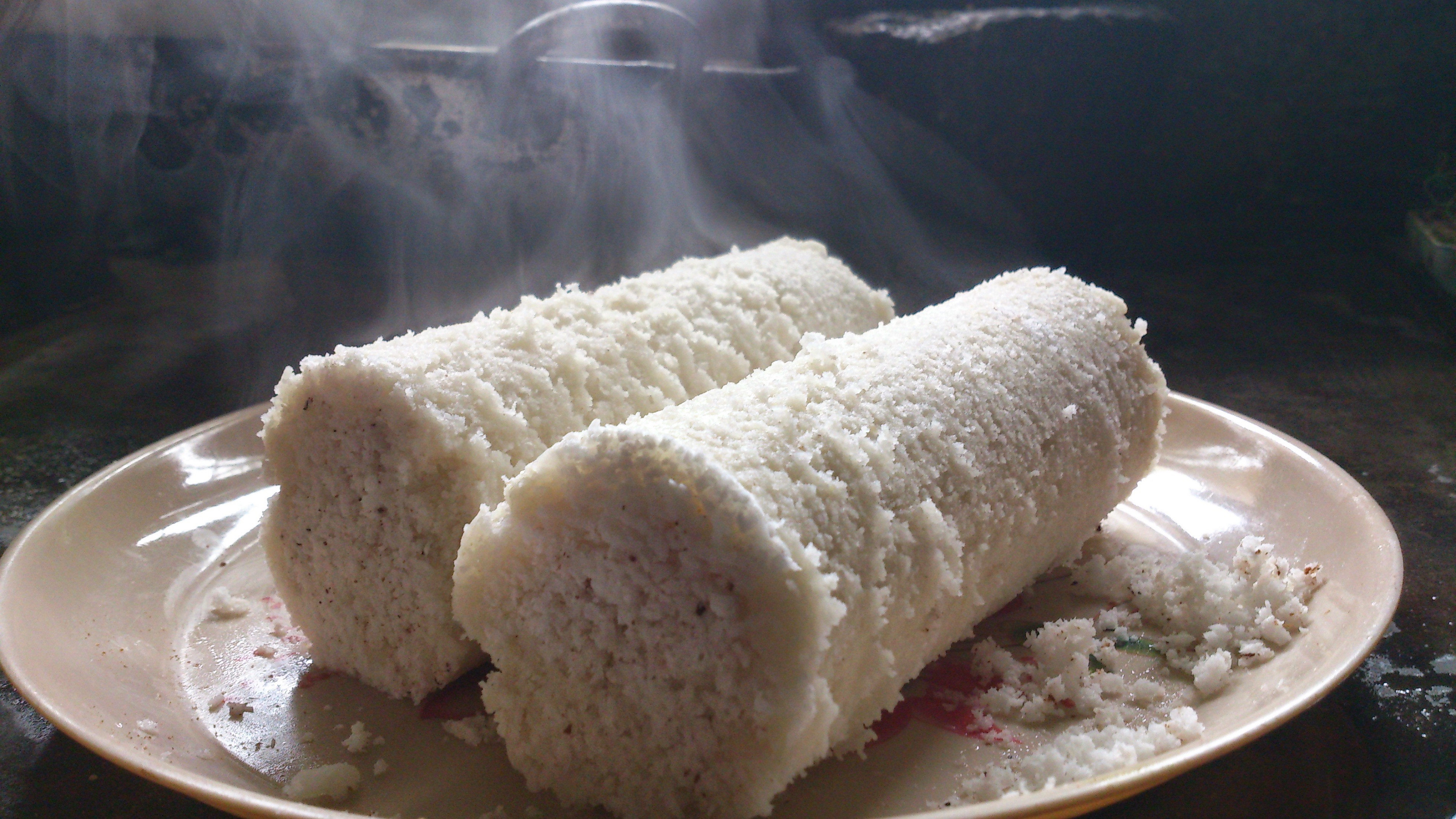
푸투

푸투(말라얄람어: പുട്ട്, 타밀어: பிட்டு, 칸나다어: ಪುಟ್ಟು)는 케랄라 주에서 비롯된 음식이다. 푸투는 말리얄람어로 "분열된" 것을 의미한다. 그것은 코코넛과 겹친 지층 쌀의 찐 실린더로 만들어진다. 인도 케랄라 주와 스리랑카의 많은 지역에서 매우 인기가 많다. 피투로도 알려져있다. 푸투는 야자 설탕이나 병아리콩 커리 또는 바나나와 같은 반찬이 제공된다. 바트칼에서 푸투는 기와 설탕 또는 파야와 같은 반찬을 제공한다.

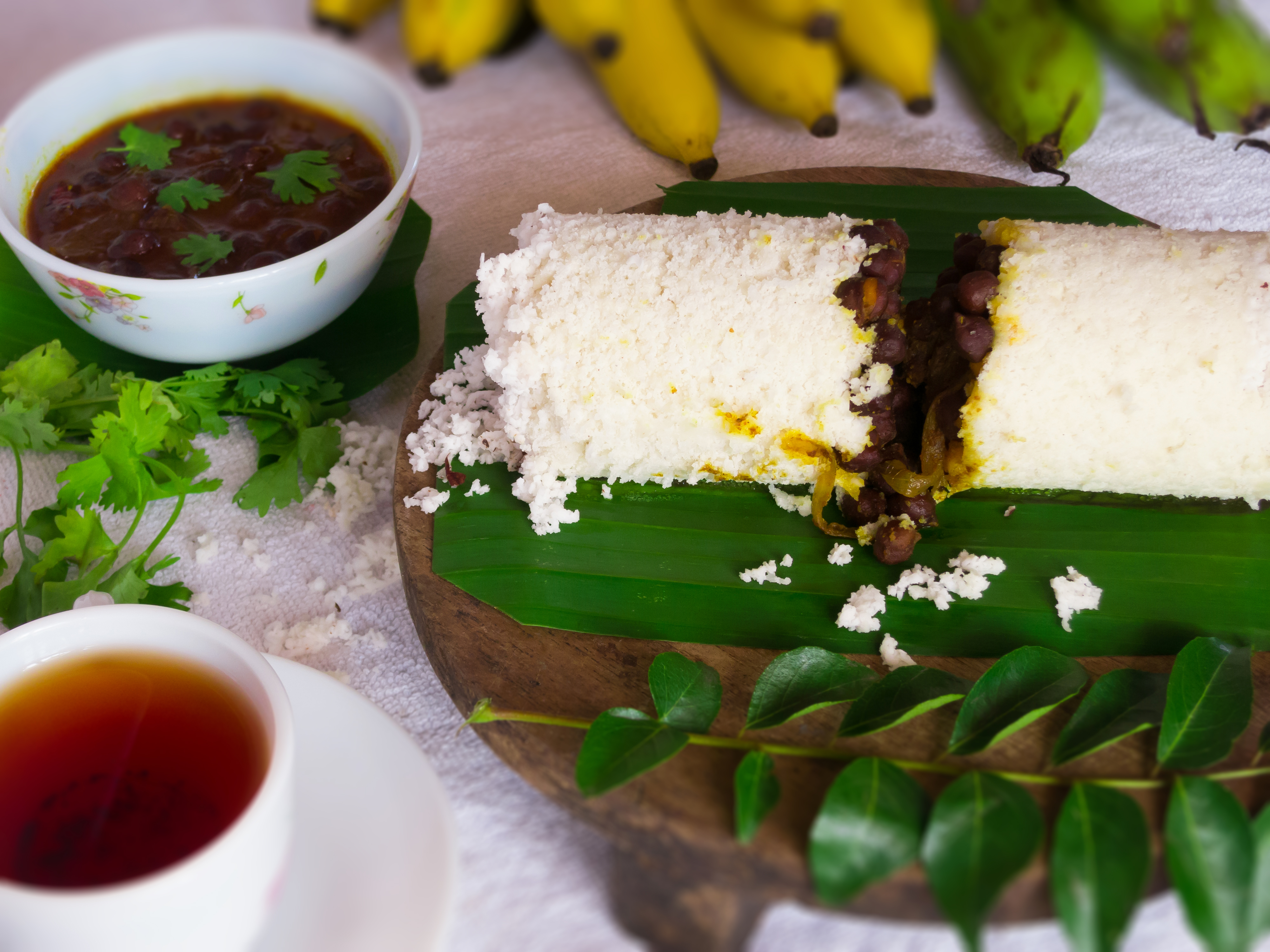

## 같이 보기
- 코코넛밥